# IC 101
IC 101 ist eine Spiralgalaxie vom Hubble-Typ Sb im Sternbild Fische auf der Ekliptik. Sie ist schätzungsweise 112 Millionen Lichtjahre von der Milchstraße entfernt und hat einen Durchmesser von etwa 60.000 Lichtjahren. Vom Sonnensystem aus entfernt sich die Galaxie mit einer errechneten Radialgeschwindigkeit von näherungsweise 2.400 Kilometern pro Sekunde.
Sie gilt als Teil der 11 Galaxien umfassenden Lyons Groups of Galaxies LGG 23 unter NGC 524.
Das Objekt wurde am 2. Dezember 1893 vom französischen Astronomen Stéphane Javelle entdeckt.

## Galaktisches Umfeld
| Nr. | Galaxie          | Alternativname          | Rek          | Dek          | Distanz/asec |
| --- | ---------------- | ----------------------- | ------------ | ------------ | ------------ |
| →   | IC 101           | LEDA/PGC 5147           | 01h24m08.55s | +09d55m49.9s | 0            |
| 1   | IC 102           | LEDA/PGC 5172           | 01h24m26.33s | +09d53m11.6s | 306.90       |
| 2   | LEDA/PGC 1372878 | NSA 129365              | 01h23m46.11s | +09d58m46.4s | 375.81       |
| 3   | LEDA/PGC 1373908 | 2MASX J01234497+1003164 | 01h23m45.00s | +10d03m16.6s | 566.10       |
| 4   | NGC 522          | LEDA/PGC 5218           | 01h24m45.85s | +09d59m40.7s | 597.62       |
| 5   | LEDA/PGC 1373126 | 2MASX J01233022+0959504 | 01h23m30.24s | +09d59m50.4s | 614.27       |
| 6   | LEDA/PGC 1374657 | 2MASX J01241792+1006254 | 01h24m17.90s | +10d06m25.3s | 650.84       |
| 7   | LEDA/PGC 212755  | 2MASX J01245607+1001366 | 01h24m56.08s | +10d01m36.7s | 784.00       |
| 8   | LEDA/PGC 5213    | UGC 969                 | 01h24m45.80s | +09d45m36.7s | 824.15       |
| 9   | LEDA/PGC 1375298 | 2MASX J01244835+1008546 | 01h24m48.37s | +10d08m54.5s | 980.68       |